# Marmota alpină
Marmota alpină (Marmota marmota) este o specie de marmotă care trăiește în zonele muntoase din centrul și sudul Europei, la înălțimi cuprinse între 800 și 3200 m, mai ales în regiunile vestice și centrale ale Alpilor, precum și în Carpați.
A fost introdusă în unele regiuni din Alpii Orientali, în Pirinei și în Munții Pădurea Neagră. Marmota alpină își poate săpa galerii și în solul pe care omul nu îl poate pătrunde nici cu un târnăcop. 
O marmotă alpină poate cântări între 4 și 8 kg și are o lungime cuprinsă între 42 și 54 cm (fără coadă, care măsoară în medie 13-16 cm).

## Modul de hrănire
Marmota alpină se hrănește cu plante cu tulpină moale, frunzele, rădăcinile și florile ierburilor, dar și cu insecte, păianjeni și viermi. Consumă cantități mari, pentru a-și depozita grăsime suficientă pentru lunga perioadă de hibernare. Pentru a se hrăni, iese din vizuina sa în diminețile și în după-amiezile reci. Nu suportă căldura, iar în zilele fierbinți de vară nici nu se hrănește. Caută plantele cele mai tinere și mai suculente, pe care le ține apoi cu labele anterioare, până le ronțăie.

## Comportamentul
Marmotele trăiesc pe versanții însoriți, căutând un teren afânat, pentru a putea să-și sape mai ușor galeriile.
Pentru a-și construi vizuina, sapă cu labele anterioare și împinge pământul în afara galeriei cu membrele posterioare. Dislocă pietrele mai mari cu dinții. În regiunile stâncoase își sapă vizuina sub stânci.
În fiecare vizuină trăiește o singură familie. Construcția poate avea și mai multe încăperi. Încăperile mari de locuit sunt căptușite cu iarbă uscată, iar capetele galeriilor reprezintă latrinele.
Marmota alpină trăiește în grupuri. Fiecare grup este compus din perechea de părinți și puii acestora, ce pot proveni și din generații anterioare. Se presupune că la construirea vizuinilor mai mari cooperează mai multe generații.
Marmotele alpine sunt foarte defensive împotriva intrușilor și îi avertizează folosind un comportament de intimidare, prin marcarea teritoriului, lovituri repetate din coadă și fluierături. În caz de pericol, ele emit un fluierat strident care se aude pe o rază de peste un kilometru.
Sezonul de reproducere este primăvara, chiar la sfârșitul perioadei de hibernare. Marmotele alpine devin mature sexual la vârsta de 2 ani. După împerechere, femela duce în vizuină materialele necesare construirii cuibului și rămâne acolo până la fătare. Perioada de gestație este de 33-34 zile. Cel mai uzual, numărul de pui la o fătare este de 3. Puii sunt neajutorați, au ochii închiși, iar blana întunecată le crește în câteva zile. Înțărcarea se produce după 40 de zile, când puii se aventurează în afara vizuinii și caută imediat hrană solidă. Blana caracteristică animalelor adulte le apare la sfârșitul verii. Ating dezvoltarea completă abia la 2 ani.
Durata de viață este între 15 și 18 ani.

## Hibernarea
La sfârșitul verii, membrii mai bătrâni ai grupului cară în vizuină ierburi uscate pentru a căptuși și a închide cu acestea intrările. De regulă, în octombrie se retrag sub pământ, pentru a-și începe somnul de iarnă. Marmota alpină petrece până la 9 luni din an în hibernare. 
Bătăile inimii le scad la numai cinci pe minut și respiră de doar 1-3 ori pe minut. Temperatura corpului scade la 8 - 10 °C, până aproape de temperatura din vizuină. Dacă aceasta se apropie de punctul de îngheț, frecvența bătăilor inimii și a respirației crește, pentru ca animalele să nu înghețe. 
Iarna multe marmote mor dacă nu au rezerve suficiente, în special animalele tinere. Acest lucru se întâmplă în iernile deosebit de grele sau din contră, deosebit de ușoare, când trebuie să își consume prea repede rezervele de grăsime.